# Положительно определённая матрица
В линейной алгебре положи́тельно определённая ма́трица — это эрмитова матрица, которая во многом аналогична положительному вещественному числу. Это понятие тесно связано с положительно определённой симметрической билинейной формой (или полуторалинейной формой в случае с комплексными числами).

## Формулировки
Пусть {\displaystyle M} будет эрмитовой матрицей размерности {\displaystyle n\times n}. Обозначим транспонированный вектор {\displaystyle a} посредством {\displaystyle a^{T}}, а сопряжённый транспонированный вектор — посредством {\displaystyle a^{*}}.
Матрица {\displaystyle M} является положительно определённой, если она удовлетворяет любому из следующих равнозначных критериев:
| 1. | Для всех ненулевых комплексных векторов {\displaystyle z\in \mathbb {C} ^{n}} {\displaystyle {\textbf {z}}^{*}M{\textbf {z}}>0.} Отметим, что величина {\displaystyle z^{*}Mz} всегда вещественна, поскольку {\displaystyle M} — эрмитова матрица. |
| 2. | Все собственные значения {\displaystyle M}, {\displaystyle \lambda _{i},i=1,2,\dots ,n}, положительны. Любая эрмитова матрица по теореме о спектральном разложении может быть представлена как вещественная диагональная матрица {\displaystyle D}, переведённая в другую систему координат (то есть {\displaystyle M=P^{-1}DP}, где {\displaystyle P} — унитарная матрица, строками которой являются ортонормальные собственные векторы {\displaystyle M}, образующие базис). По этому определению {\displaystyle M} — положительно определённая матрица, если все элементы главной диагонали {\displaystyle D} (или, другими словами, собственные значения {\displaystyle M}) положительны. То есть в базисе, состоящем из собственных векторов {\displaystyle M}, действие {\displaystyle M} на вектор {\displaystyle z\in \mathbb {C} ^{n}} равносильно покомпонентному умножению {\displaystyle z} на положительный вектор. |
| 3. | Полуторалинейная форма {\displaystyle \langle {\textbf {x}},{\textbf {y}}\rangle ={\textbf {x}}^{*}M{\textbf {y}}} определяет скалярное произведение в {\displaystyle \mathbb {C} ^{n}}. Обобщая сказанное, любое скалярное произведение в {\displaystyle \mathbb {C} ^{n}} образуется из эрмитовой положительно определённой матрицы. |
| 4. | {\displaystyle M} — матрица Грама, образованная из множества линейно независимых векторов {\displaystyle {\textbf {x}}_{1},\ldots ,{\textbf {x}}_{n}\in \mathbb {C} ^{k}} для какого-то {\displaystyle k}. Другими словами, элементы {\displaystyle M} определены следующим образом {\displaystyle M_{ij}=\langle {\textbf {x}}_{i},{\textbf {x}}_{j}\rangle ={\textbf {x}}_{i}^{*}{\textbf {x}}_{j}.} Таким образом, {\displaystyle M=A^{*}A}, где {\displaystyle A} инъективная, но не обязательно квадратная матрица. |
| 5. | Определители всех угловых миноров матриц положительны (критерий Сильвестра). В соответствии с этим критерием у положительно полуопределённых матриц все угловые миноры неотрицательны, что, тем не менее, не является достаточным условием для положительной полуопределённости матрицы, как видно из следующего примера {\displaystyle {\begin{bmatrix}1&1&1\\1&1&1\\1&1&0\end{bmatrix}}.} |

Для вещественных симметричных матриц в вышеприведённых свойствах пространство {\displaystyle \mathbb {C} ^{n}} может быть заменено на {\displaystyle \mathbb {R} ^{n}}, а сопряжённые транспонированные векторы на транспонированные.

### Квадратичные формы
Также можно сформулировать положительную определённость через квадратичные формы. Пусть {\displaystyle K} будет полем вещественных ({\displaystyle \mathbb {R} }) или комплексных ({\displaystyle \mathbb {C} }) чисел, а {\displaystyle \mathbb {V} } будет векторным пространством над {\displaystyle K}. Эрмитова форма
{\displaystyle B:V\times V\rightarrow K}
является билинейным отображением, притом числом, сопряженным {\displaystyle B\left(x,y\right)}, будет {\displaystyle B\left(y,x\right)}. Такая функция {\displaystyle B} называется положительно определённой, когда {\displaystyle B\left(x,x\right)>0} для любого ненулевого {\displaystyle x\in V}.

## Отрицательно определённая, полуопределённая и неопределённая матрицы
Эрмитова матрица {\displaystyle M} размерности {\displaystyle n\times n} будет называться отрицательно определённой, если
{\displaystyle x^{*}Mx<0}
для всех ненулевых {\displaystyle x\in \mathbb {R} ^{n}} (или, эквивалентным образом, для всех ненулевых {\displaystyle x\in \mathbb {C} ^{n}}).
{\displaystyle M} будет называться положительно полуопределённой (или неотрицательно определённой), если
{\displaystyle x^{*}Mx\geq 0}
для всех {\displaystyle x\in \mathbb {R} ^{n}} (или, эквивалентным образом, для всех {\displaystyle \mathbb {C} ^{n}}).
{\displaystyle M} будет называться отрицательно полуопределённой (или неположительно определённой), если
{\displaystyle x^{*}Mx\leq 0}
для всех {\displaystyle x\in \mathbb {R} ^{n}} (или, эквивалентным образом, для всех {\displaystyle \mathbb {C} ^{n}}).
Таким образом, матрица будет отрицательно определённой, если все её собственные значения отрицательны, положительно полуопределённой, если все её собственные значения неотрицательны, и отрицательно полуопределённой, если все её собственные значения неположительны.
Матрица {\displaystyle M} будет положительно полуопределённой тогда и только тогда, когда она является матрицей Грама какого-нибудь множества векторов. В отличие от положительно определённой матрицы данные векторы не обязательно линейно независимы.
Для любой матрицы {\displaystyle A} выполняется следующее: {\displaystyle A^{*}A} — положительно полуопределённая, а {\displaystyle \operatorname {rank} \left(A\right)=\operatorname {rank} \left(A^{*}A\right)}. Обратное утверждение также верно: любая положительно полуопределённая матрица {\displaystyle M} может быть выражена как {\displaystyle M=A^{*}A} (разложение Холецкого).
Эрмитова матрица не являющаяся ни положительно, ни отрицательно полуопределённой называется неопределённой.

## Дополнительные свойства
Введём обозначение {\displaystyle M\succeq 0} для положительно полуопределённых матриц и {\displaystyle M\succ 0} — для положительно определённых матриц.
Для произвольных квадратных матриц {\displaystyle M,N} будем писать {\displaystyle M\succeq N}, если {\displaystyle M-N\succeq 0}, то есть {\displaystyle M-N} положительно полуопределённая матрица. Таким образом, отношение {\displaystyle \succeq } определяет частичный порядок на множестве квадратных матриц. Подобным образом можно определить отношение полного порядка {\displaystyle M\succ N}.
| 1. | Любая положительно определённая матрица обратима, а её обратная матрица также положительно определённая. Если {\displaystyle M\succeq N\succ 0}, то {\displaystyle N^{-1}\succeq M^{-1}\succ 0}. |
| 2. | Если {\displaystyle M} — положительно определённая матрица и {\displaystyle 0<r\in \mathbb {R} }, то {\displaystyle r\cdot M} положительно определённая матрица. Если {\displaystyle M} и {\displaystyle N} — положительно определённые матрицы, то произведения {\displaystyle MNM} и {\displaystyle NMN} тоже положительно определённые. Если {\displaystyle MN=NM}, то {\displaystyle MN} тоже положительно определённая. |
| 3. | Если {\displaystyle M} — положительно определённая матрица, то элементы главной диагонали {\displaystyle m_{ii}} положительны. Следовательно, {\displaystyle \operatorname {trace} \left(M\right)>0}. Более того, {\displaystyle \|m_{ij}\|\leq {\sqrt {m_{ii}m_{jj}}}\leq {\frac {m_{ii}+m_{jj}}{2}}}. |
| 4. | {\displaystyle M} — положительно определённая матрица тогда и только тогда, когда существует положительно определённая {\displaystyle B\succ 0} такая, что {\displaystyle B^{2}=M}. Обозначим {\displaystyle B=M^{\frac {1}{2}}}. Такая матрица {\displaystyle B} единственна при условии, что {\displaystyle B\succ 0}. Если {\displaystyle M\succ N\succ 0}, то {\displaystyle M^{\frac {1}{2}}>N^{\frac {1}{2}}>0}.       |
| 5. | Если {\displaystyle M} и {\displaystyle N} — положительно определённые матрицы, то {\displaystyle M\otimes N\succ 0} (где {\displaystyle \otimes } обозначает произведение Кронекера). |
| 6. | Если {\displaystyle M} и {\displaystyle N} — положительно определённые матрицы, то {\displaystyle M\circ N\succ 0} (где {\displaystyle \circ } обозначает произведение Адамара). Когда {\displaystyle M,N} вещественные матрицы, выполняется также следующее неравенство (неравенство Оппенхейма): {\displaystyle \det(M\circ N)\geq (\det N)\prod _{i}m_{ii}}.                                                              |
| 7. | Если {\displaystyle M} — положительно определённая матрица, а {\displaystyle N} — эрмитова матрица и {\displaystyle MN+NM\succeq 0} {\displaystyle \left(MN+NM\succ 0\right)}, то {\displaystyle N\succeq 0} {\displaystyle \left(N\succ 0\right)}. |
| 8. | Если {\displaystyle M} и {\displaystyle N} — положительно полуопределённые вещественные матрицы, то {\displaystyle \operatorname {trace} \left(MN\right)\succeq 0}. |
| 9. | Если {\displaystyle M} — положительно определённая вещественная матрица, то существует число {\displaystyle \delta >0} такое, что {\displaystyle M\succeq \delta I}, где {\displaystyle I} — единичная матрица. |

## Неэрмитовы матрицы
Вещественные несимметрические матрицы тоже могут удовлетворять неравенству {\displaystyle x^{T}Mx>0} для всех ненулевых вещественных векторов {\displaystyle x}. Такой, к примеру, является матрица
{\displaystyle {\begin{bmatrix}1&1\\-1&1\end{bmatrix}},}
поскольку для всех ненулевых вещественных векторов {\displaystyle x=(x_{1},x_{2})^{T}}
{\displaystyle {\begin{bmatrix}x_{1}&x_{2}\end{bmatrix}}{\begin{bmatrix}1&1\\-1&1\end{bmatrix}}{\begin{bmatrix}x_{1}\\x_{2}\end{bmatrix}}=x_{1}^{2}+x_{2}^{2}>0.}
Обобщая, {\displaystyle x^{T}Mx>0} для всех ненулевых вещественных векторов {\displaystyle x} тогда и только тогда, когда симметрическая часть {\displaystyle {\frac {M+M^{T}}{2}}} положительно определённая.
Для комплексных матриц существует несколько обобщений неравенства {\displaystyle x^{*}Mx>0}. Если {\displaystyle x^{*}Mx>0} для всех ненулевых комплексных векторов {\displaystyle x}, тогда матрица {\displaystyle M} эрмитова. То есть если {\displaystyle x^{*}Mx>0}, то {\displaystyle M} эрмитова. С другой стороны, {\displaystyle \operatorname {Re} \left(x^{*}Mx\right)>0} для всех ненулевых комплексных векторов {\displaystyle x} тогда и только тогда, когда эрмитова часть {\displaystyle {\frac {M+M^{*}}{2}}} положительно определённая.